# Sac de Lanzarote (1618)
Le Sac de Lanzarote eut lieu le 1er mai 1618, lorsque 36 galères algériennes pillèrent l'île de Lanzarote, dans les îles Canaries, emmenant avec elles 900 hommes, femmes et enfants pour être vendus.

## Histoire
Le 1er mai 1618, 36 galères algériennes arrivèrent à Bey d'Arrecife, à Lanzarote, dans le but de piller tout ce qui avait de la valeur. Menées par le commandant pirate Tabac Arraez, elles débarquèrent une force de 3 000 à 5 000 hommes qui saccagèrent l'île, obligeant les habitants à se réfugier dans des grottes. Finalement, ceux-ci furent assiégés et capturés par les soldats de la Régence d'Alger, un total de 900 hommes, femmes et enfants étant emmenés en captivité,,,. Ce jour-là, Jan Janszoon, un soldat néerlandais, fut également capturé. Il se convertit plus tard à l'islam et devint connu sous le nom de Mourad Rais,,.
En apprenant l'événement, le roi Philippe III d'Espagne ordonna à la marine espagnole d'intercepter les pirates, réussissant à sauver environ 200 captifs. Les 700 restants furent vendus à Tunis et à Alger.